# Milčo Mančevski

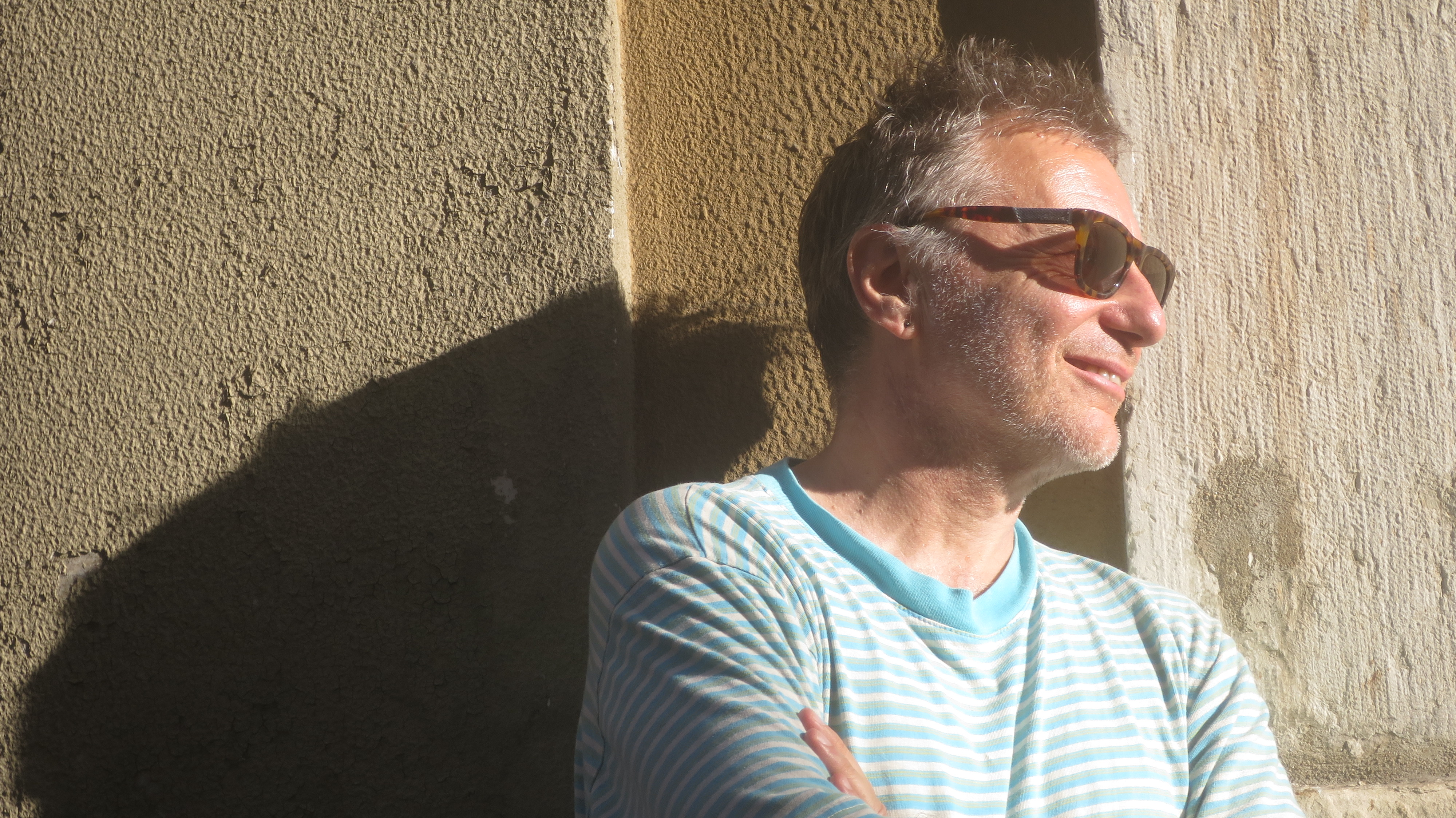
Milčo Mančevski (2015)

Milčo Mančevski (in kyrillischer Schrift: Милчо Манчевски, häufig transkribiert als Milcho Manchevski; * 18. Oktober 1959 in Skopje) ist ein nordmazedonischer Filmregisseur und Drehbuchautor.

## Leben
Milčo Mančevski studierte an der Fakultät für Kunst und Archäologie der Universität Skopje, dann an der Southern Illinois University, wo er 1983 einen Abschluss im Bereich Film und Fotografie machte. Nach Tätigkeiten als Kameramann unter anderem für Werbefilme war er Autor und Regisseur einiger Musikvideos, u. a. Hot day in Mexico (1985) der Band Bastion aus Skopje (für die er auch Liedtexte schrieb) und Tennessee (1992) von Arrested Development (1992), das den MTV Video Music Award for Best Rap Video gewann.
International bekannt wurde er 1994 durch seinen Spielfilm Pred doždot (Vor dem Regen), der den Goldenen Löwen bei den Internationalen Filmfestspielen von Venedig gewann.

## Filmografie
- 1994: Vor dem Regen (Пред дождот)
- 2001: Dust (Прашина)
- 2007: Bones (Сенки)
- 2010: Mothers
- 2017: Bikini Moon

## Kurzfilm
- 1985: Opasna baba
- 2008: Macedonia Timeless: Archaeology
- 2008: Macedonia Timeless: Temples
- 2008: Macedonia Timeless: Mountains
- 2013: Thursday (2013)
- 2015: Buddies: Green Car – Skopsko for Us
- 2015: Buddies: Filip – Skopsko for Us
- 2015: Buddies: Race – Skopsko for Us
- 2017: The End of Time